# Hämeensaari (ö i Norra Savolax, Norra Savolax, lat 63,04, long 26,54)
Hämeensaari är en ö i Finland. Den ligger i sjön Nilakka och i kommunen Keitele i den ekonomiska regionen  Övre Savolax ekonomiska region  och landskapet Norra Savolax, i den centrala delen av landet, 300 km norr om huvudstaden Helsingfors. Öns area är 34,9 hektar och dess största längd är 1 kilometer i nord-sydlig riktning.